# 卞貞秀
卞貞秀（韓語：변정수，1974年4月15日—），韓國女演員、主持人，妹妹為演員卞貞敏。

## 演出作品

### 電視劇
- 2002年：SBS《射星》
- 2003年：MBC《我的麻煩男友》
- 2003年：MBC《前屋女子》
- 2003年：SBS《初戀》
- 2004年：MBC《想結婚的女子》飾演 張勝利
- 2004年：SBS《妻子的背叛》
- 2004年：SBS《並非獨自一人》
- 2005年：KBS《愛情能再觸電嗎？》
- 2007年：SBS《不良情侶》飾演 羅多順
- 2008年：MBC《我人生最後的緋聞》飾演 李娜允
- 2010年：MBC《Pasta》飾演 金江
- 2011年：tvN《Manny》飾演 珍妮絲
- 2011年：MBC《愛情萬萬歲》飾演 申秀晶／卞珠莉
- 2013年：KBS《她們的完美一天》飾演 道恩母==
- 2013年：MBC《女王的教室》飾演 娜莉母
- 2013年：KBS《紅寶石戒指》飾演 鄭初霖
- 2014年：MBC《湔雪的魔女》飾演 馬珠蘭
- 2015年：SBS《我有愛人了》
- 2015年：MBC《最佳戀人》飾演 高興慈
- 2017年：SBS《姐姐風采依舊》飾演 具必順
- 2020年：Channel A《Touch》飾演 吳詩恩
- 2021年：tvN《憂鬱症》飾演 劉惠美

### 電影
- 2003年：《If You Were Me》
- 2011年：《白色：詛咒的旋律》

## 外部連結
- 卞貞秀的Instagram帳戶
- 卞貞秀在NAVER上的资料
- 卞貞秀在Daum上的资料